# Standartenführer
Standartenführer foi uma patente militar utilizada pela SS e SA na Alemanha nazista.
Criada como título do partido em 1925, dividiu-se em duas patentes em 1929: Standartenführer (I) e Standartenführer (II). Esta divisão foi abandonada no ano seguinte, com a ampliação do quadro de patentes da SA e da SS.

## Cultura popular
Hans Landa, personagem do filme Inglourious Basterds era um SS-Standartenführer.